# Segundo Ato (álbum de Br'oz)
Segundo Ato é o segundo álbum de estúdio do grupo Br'oz, lançado em 2004. O álbum rendeu ao grupo um disco de ouro, certificado pela Associação Brasileira dos Produtores de Discos, e vendeu cerca de 150 mil cópias no Brasil.

## Faixas
| N.º | Título                                                            | Compositor(es) | Duração |  |
| 1.  | "Voar com Você"                                                   |                |         |  |
| 2.  | "Vem Pra Minha Vida (Entra en mí vida)"                           |                |         |  |
| 3.  | "Matador"                                                         |                |         |  |
| 4.  | "Só Você e Eu"                                                    |                |         |  |
| 5.  | "Capoeira"                                                        |                |         |  |
| 6.  | "O Amor, Se Você Ficar (One Love)" (versão de "One Love" de Blue) |                |         |  |
| 7.  | "Pra Sempre o Sol"                                                |                |         |  |
| 8.  | "Toma Conta de Mim"                                               |                |         |  |
| 9.  | "Sereia"                                                          |                |         |  |
| 10. | "Lá Vem o Sol"                                                    |                |         |  |
| 11. | "Nosso Lance"                                                     |                |         |  |
| 12. | "Meu Coração é Seu"                                               |                |         |  |

## Videoclipe
- "Vem Pra Minha Vida"